# Gaborone Golf Club
De Gaborone Golf Club is een golfclub in Gaborone, Botswana en werd opgericht in 1967, een jaar na de onafhankelijkheid van Botswana.

## Geschiedenis
De golfbaan bestond al voor de onafhankelijkheid en het was een 9 holesbaan. Na de onafhankelijk besloot de golfbaanarchitect Jimmy Russell om de golfbaan uit te breiden naar achttien holes. In 1967 werd de golfclub ontworpen door Peter Harrison en het gebouw werd gebouwd door Derek Beesley.
De fairways zijn beplant met kikuyu-gras, een tropische grassoort. Greg Norman besloot om alle greens te vernieuwen om de golfcondities te verbeteren.
De golfclub ontving meermaals golftoernooien zoals de BGU Independence Trophy, de Zone 6 en het Botswana Open, dat van 1995 tot 2005 op de kalender stond van de Sunshine Tour als het FNB Botswana Open.